# Road to Bali
Road to Bali (No Brasil, De Tanga e Sarongue) é um filme musical de comédia romântica de 1952 dirigido por Hal Walker e protagonizado por Bob Hope, Bing Crosby e Dorothy Lamour. É o sexto de sete filmes no total da série Road to... e conta com várias participações especiais de grandes nomes como a dupla Martin e Lewis, Bob Crosby (irmão de Bing Crosby), Humphrey Bogart e Jane Russell. É o único da série a ser em cores.

## Sinopse
A dupla George Cochran (Bing Crosby) e Harold Gridley (Bob Hope) tentando escapar das possibilidades malucas de casamento, acabam indo para Bali e lá, as suas ousadias não param. Eles vão ter que fazer qualquer coisa ou até se arriscarem em aventuras na selva para conseguir a atenção, o amor e a fortuna da Princesa Lalah (Dorothy Lamour).

## Elenco
- Bing Crosby: George Cochran
- Bob Hope: Harold Gridley
- Dorothy Lamour: Princesa Lalah McIntovish
- Murvyn Vye: Ken Arok
- Peter Coe: Gung
- Ralph Moody: Bhoma Da
- Leon Askin: Rei Ramayana
- Dean Martin: Homem no sonho de Lalah
- Jerry Lewis: Mulher no sonho de Lalah
- Humphrey Bogart
- Jane Russell
- Bob Crosby